# Phelipe Siani
Phelipe Siani Leite (Rio de Janeiro, 27 de setembro de 1984) é um comunicador, palestrante e empresário brasileiro.

## Biografia
Formou-se em Comunicação Social com habilitação em Jornalismo na Universidade Católica de Santos em 2005. Entre 2006 e 2008 foi repórter de emissoras afiliadas da TV Globo no interior de São Paulo. Em 2009 tornou-se repórter do SBT Brasília e SBT Brasil e começou a fazer coberturas nacionais e internacionais e reportagens especiais. Em 2011 volta para Globo São Paulo, se destacando em reportagens no jornal Bom Dia Brasil. Phelipe Siani ganhou notoriedade desde os tempos em que fazia parte da equipe do SBT Brasil pelo texto e apresentação em estilo informal e coloquial que utiliza em suas matérias.
Em 2015 estreou como repórter especial do Jornal Nacional.
Phelipe Siani então é realocado ao Globo Rural após reclamar de falta de espaço no principal jornal da emissora, em parte pelo esforço dos noticiosos da Rede Globo, e em especial do Jornal Nacional, em fazer a cobertura do governo de Michel Temer a partir de Brasília.
Em 12 de julho de 2019, Phelipe Siani deixou a Globo e anunciou sua contratação no novo canal CNN Brasil. Na CNN Brasil Phelipe lidera vários programas do selo CNN Brasil Soft, um bloco de programação voltado ao entretenimento e soft news. "A roupagem que a gente vai dar é um pouco diferente, mas tem que ter em mente que ainda é o infotenimento [produtos que unem informação com entretenimento], que é a nossa bandeira eterna", disse Siani na época.
Paralelamente ao trabalho de comunicador, em 2015 fundou a Albuquerque Content, um hub de produção de conteúdo e estratégias de comunicação
Atualmente é CEO da PHS Holding, que administra os diversos empreendimentos do comunicador.
Além de comunicador e empreendedor, hoje também oferece mentoria e palestras.

## Trabalhos
| Ano           | Título            | Função            | Emissora     |
| ------------- | ----------------- | ----------------- | ------------ |
| 2006          | Diversos          | Repórter          | TV Tem       |
| 2006          | Diversos          | Repórter          | TV Tribuna   |
| 2006-2008     | Diversos          | Repórter          | TV Fronteira |
| 2009–11       | Diversos          | Repórter          | SBT Brasília |
| 2011–19       | Diversos          | Repórter especial | TV Globo     |
| 2019–21       | Live CNN Brasil   | Âncora            | CNN Brasil   |
| 2021–presente | En Alta CNN       | Apresentador      | CNN Brasil   |
| 2021–presente | CNN Soft Business | Apresentador      | CNN Brasil   |

## Vida pessoal
Em 28 de agosto de 2022 Phelipe se casou com a também jornalista Mari Palma em Itatiba, no interior do estado de São Paulo, depois de 5 anos de relacionamento. O fim da relação foi anunciado em fevereiro de 2023.
Apesar de muitos sites de notícias de televisão afirmarem que nasceu em Santos, Phelipe afirmou em seu Instagram que é nascido no Rio de Janeiro, mas foi criado na cidade do litoral paulista.
Em 2024, revelou diagnóstico de transtorno do déficit de atenção e hiperatividade.

## Prêmios
| Prêmio                                                  | Categoria      | Ano  | Ref.   |
| ------------------------------------------------------- | -------------- | ---- | ------ |
| +Admirados da Imprensa de Economia, Negócios e Finanças | Programa de TV | 2022 | [ 13 ] |
| Prêmio C6 de Educação Financeira                        | Audiovisual    | 2023 | [ 14 ] |